# José Couceiro
José Júlio de Carvalho Peyroteo Martins Couceiro (nacido el 4 de octubre de 1962) es un entrenador de fútbol portugués.

## Carrera deportiva
Es un entrenador con gran experiencia internacional, empezó en el fútbol de su país. Además del fútbol luso, también ha entrenado al Sporting de Lisboa, al Estoril y al Belenenses, Couceiro ha pasado por el Lokomotiv ruso y por la selección de Lituania.

En 2016, el portugués vivirá su tercera etapa en el Setúbal, después de ocupar ese mismo banquillo en las temporadas 2004/05 (antes de fichar por el Oporto) y 2013/2014, cuando cogió al equipo en un momento delicado y logró que acabasen la Liga en séptima posición.

## Trayectoria

### Como jugador
| Periodo   | Club                  |
| --------- | --------------------- |
| 1981–1982 | CD Montijo            |
| 1982–1985 | FC Barreirense        |
| 1985–1986 | Atlético CP           |
| 1986–1988 | SCU Torreense         |
| 1988–1989 | Oriental              |
| 1989–1991 | SCU Torreense         |
| 1991–1992 | CF Estrela da Amadora |

### Como entrenador
| Club                                   | País     | Año       |
| -------------------------------------- | -------- | --------- |
| F.C. Alverca                           | Portugal | 2002-2004 |
| Vitória F.C.                           | Portugal | 2004-2005 |
| F.C. Porto                             | Portugal | 2005      |
| C.F. Os Belenenses                     | Portugal | 2005-2006 |
| Selección de fútbol de Portugal Sub-21 | Portugal | 2006-2007 |
| FBK Kaunas                             | Lituania | 2008      |
| Selección de fútbol de Lituania        | Lituania | 2008-2010 |
| Gaziantepspor                          | Turquía  | 2009-2010 |
| FC Lokomotiv Moscú                     | Rusia    | 2011-2012 |
| Vitória de Setubal                     | Portugal | 2013-2014 |
| Estoril Praia                          | Portugal | 2014–2015 |
| Vitória de Setubal                     | Portugal | 2016-2018 |